# Короткошерстий колі
Короткошерстий колі (англ. Smooth Collie) — одна з найдавніших порід собак, яка походить із Великої Британії. Спочатку була представницею пастуших собак, а зараз використовується більше для звичайного життя в родині як домашній улюбленець. Представники з коротшою шерстю трішки відрізняються від довгошерстих не лише екстер'єром, а й характером, але загальна подібність майже однакова. Короткошерстий колі має добру вдачу та здатність до навчання, буде вірним другом і відданим товаришем господареві й усім домашнім.

## Історія
Короткошерсті колі проходять із Британських островів. Достовірних відомостей про те, що саме шотландські собаки були родоначальниками породи, немає. Є думка, що їх доставили римляни. Історики вважають, що в цей час у самому Римі вже були пастуші собаки. Безумовно предками колі були як вони, так і англійські породи та хорти. Короткошерсті колі менш поширені, ніж їхні довгошерсті брати. Ці собаки відомі з XVI століття як фермерські. Порода формувалася на півночі й спочатку називалася північно-англійський пастуший собака. Починаючи з XIX століття з Шотландії стало проникати все більше довгошерстих колі, яких схрещували з короткошерстими фермерськими собаками. Метиси, які народжувалися, і стали родоначальниками породи короткошерстих колі. Стандарт на короткошерсту колі було видано 1974 року, а племінні книги ведуть від 1875 року. Довгий час обидва різновиди схрещували один з одним, але зараз вони існують як окремі породи. У період від XVIII до XIX століття популяція значно зросла, в'язки відбувалися і з довгошерстими представниками, пізніше два типи шерсті розділили.  Не всі країни світу досі визнали їх різними породами. В Америці впевнені, що це одна порода, але з різними типами шерсті. Англійці ж вважають, що тварини — різні. Перший стандарт щодо їхніх відмінностей ухвалено наприкінці 1974 року. Свою популярність колі завоював після виходу фільму «Лессі». На той момент було виведено і продано багато особин. Ніхто особливо не стежив за їхніми зовнішніми або внутрішніми рисами. Упродовж кінця 80-тих люди хотіли отримати цього собаку. Саме тоді стався певний дефект, який змусив переглянути ставлення до породи в цілому. Бажання бачити у своєму домі розумного улюбленця з кіно призвело до того, що цуценят продавали в великій кількості, в'язки були численні, а заводчики не особливо дбали про якість. У результаті люди отримали проблемних псів, які мали жахливий, некерований характер, підвищену агресію. Це був один із переломних моментів, популярність пішла на спад, а справжні знавці породи почали відбирати найкращих представників для в'язок. Потрібно було багато часу для того, щоб привести собаку до ладу. Сучасні представники мають інші риси. Короткошерсті колі прийшли в Україну та країни Східної Європи тільки після 90-тих. Зараз це врівноважені тварини, які не мають нічого спільного з улюбленцями 80 — 90 років.

## Зовнішній вигляд і стандарт
Короткошерсті колі — собаки доброї статури, з рівною подовженою спиною і м'язовою масою.
- Корпус має незначну розтягнутість, широка грудна клітка глибокого типу. Поперек не короткий, прямий.
- Шия і голова: шия середньої довжини, не коротка, розвинена, має вигин. Мигдалеподібні очі. Колір райдужної оболонки — коричневий. У представників забарвлення блю-мерль бувають блакитні очі. Голова — середня, клиноподібна. Морда витягнута, звужується до носа. Форма голови нагадує хортів, без виражених вилицевих ліній.
- Вуха: широка основа, поставлені правильно, паралельно, мають особливість відводитися назад у стані спокою, а в момент активності виводяться вперед.
- Щелепа: середня; прикус правильний, ножицеподібний; повний комплект зубів, рівні, середні ікла. Губи щільно притиснуті.
- Живіт підтягнутий, розвинена мускулатура. Низький відсоток жирової тканини. Хвіст довгий, прямий, у стан спокою в висячому стані на рівні скакального суглоба. Може бути закинутий на спину трохи вище, тільки якщо пес сильно збуджений.
- Виглядає пропорційно. Рухи плавні, вільні, легкі.
- Тип руху — рись, лікті не вивернуті, рухи швидкі, злагоджені та потужні. Швидкість може досягати 50 км.
- Кінцівки прямі та візуально худі, довгі, мають розвинену мускулатуру, задні ноги більші й сильніші. Стегно широке, потужне, з добрими м'язами. Лапи зібрані в щільну грудку; хороші, міцні нігті.

Собаки короткошерстого типу мають стандарт щодо кольору. Вони можуть бути:
- мармурові (блю-мерль);
- триколірні;
- соболиного типу, з наявністю білого волосся.

Білий колір розглядають як другорядний і він не має бути основним. Забарвлення повік, губ і носа — повне, темне. Короткошерста колі повинна бути добре злагоджена, з прямою шерстю, яка має підшерстя. На відміну від довгошерстої представниці не має особливості сильної линьки та довгого кропіткого догляду не потребує. Шерсть рясна, глянцева, а забарвлення насиченої яскравості.

## Утримання і розведення
Може жити як у місті, так і в сільській місцевості. Собаці необхідна щоденна достатня прогулянка, він повинен мати змогу досхочу побігати. Раціон обов'язково має бути збалансований. Колі має потребу в їжі з достатньою кількістю енергії для задоволення енергетичних потреб, а ось білка бажано давати в міру. Догляд за цим різновидом колі не складний. Шерсть необхідно регулярно вичісувати щіткою. Мити собаку слід у міру забруднення шерсті. У молодих собак потрібно стежити за правильною постановкою вух. Якщо вуха стоять неправильно, то їх підклеюють.
Зазвичай в посліді короткошерстих колі 4 — 8 цуценят. В'язати представників цієї породи починають з 18 місяців.

## Характер
Як і довгошерстий колі, короткошерстий — дуже розумний та інтелігентний собака. Урівноважений темперамент поєднується в ньому з грайливістю та активністю. При цьому короткошерсті колі, як відзначають заводчики, більш енергійні та дзвінкі у порівнянні з родичами. Отари овець ці собаки контролювали за допомогою голосу, а звичка гавкати й «розмовляти» залишилася в них і сьогодні.
Короткошерстий колі — собака миролюбний, і, хоч до незнайомців ставиться з недовірою, силу застосовувати не стане. Однак у крайній ситуації він здатен постояти за себе і за членів своєї родини. Вадою породи вважається агресія і боягузтво, і такі особини виключаються з розведення.
Представники породи однаково люблять усіх домочадців, але особливу увагу вони приділяють дітям. З цих собак виходять турботливі й уважні няні, які не тільки розважають малюків, а й ретельно опікуються ними.
Особливо варто відзначити інтелектуальні здібності колі. Цей собака за правом вважається однією з найрозумніших порід. Колі з напівслова розуміють свого господаря і намагаються догодити йому. Дресирувати собаку зможе навіть дитина шкільного віку, але, зрозуміло, робити це слід тільки під контролем дорослого. Колі погано реагують на агресію, крик і грубі методи покарання. У роботі з цим собакою необхідно проявляти терпеливість і ласку.
До тварин у домі короткошерстий колі ставиться нейтрально. З доброзичливими сусідами собака напевно подружиться, а з агресивними просто уникатиме спілкування. Спокійні та добродушні представники породи здатні піти на компроміс.